# 旅人タラン
『旅人タラン』（たびびとタラン、英語原題：Taran Wanderer）は、アメリカの作家ロイド・アリグザンダーによるファンタジー小説。1967年刊行。「プリデイン物語」全5部作の第4巻。
リールの城の冒険でエイロヌイを救い出したタラン。エイロヌイに好意を抱きプロポーズしたいと思っているが、王女である彼女に対して自分の出自が不明なことから思いを告げられずにいる。
そして、タランは自分の出自を探るために彼の友人ガーギと共に旅に出る。
冒険の途中でタランの父だという男に出会ったり、剣や布織り、陶芸について習う機会をえる。

## 主な登場人物
- タラン
- エイロヌイ
- フルダー・フラム
- ガーギ
- ドーリ

## 物語
タランはエイロヌイへの愛を実感するが、自分の出自の謎がどうしても気になり、ダルベンの許しを得て、ガーギを伴って旅に出た。まず彼が目指したのはモルヴァの沼地で、3人の魔女に尋ねることだった。しかし彼女らは取引を拒否し、その代わりに「フルーネットの鏡」という言葉を口にする。彼はスモイト王のところを訪ねて、次の旅に備えようとするが、そこで彼の支配下の武将のもめ事に割り込んで解決する。スモイト王は彼に「息子にならないか」と持ちかける。
彼はここで出会ったフルダーと共に再び旅に出て、そこで蛙を拾うが、それは実は魔法をかけられたドーリだった。彼から話を聞いて、妖精族に魔法をかけることを可能にした魔法使いモルダと出会い、打ち破る。さらに進んで、そこでならず者集団のドーラスと出会い、戦って負ける。
さらに旅を続けて小さな谷に住む農民クラドックと出会う。話をする内、彼はタランが自分の息子だという。タランは旅を終え、彼と共にその谷で生活を始める。しかしその冬、事故があり、彼は命を落とし、その時タランが息子だというのが嘘であることを告げる。
彼はこれを機に、探索の目的を変え、自分の生き方そのものを求めることとする。フルダーの勧めもあり、彼は様々な職人たちが住まう自由コモット人の所へさすらい人を名乗って向かう。
彼はまず何でも拾いもので生活するフロニオに出会い、しばらく生活を共にする。彼のやり方がわかったところで、それが自分の求めるものではないと判断、次へ移動、そうして彼は次に鍛冶屋のヘフィズ、機織りのドイバックの所へ赴き、弟子入りしたものの、それらも彼の求めるものではなかった。それでもそれによって自分の剣とマントを自ら作り上げた。
次に彼は陶工のアンローに出会い、これこそ自分の道と考える。しかし、研鑽の結果、自分にはその才能がないことを思い知らされる。アンローは彼に荷物の運搬を頼み、そこで彼は略奪者として再びドーラスに出会い、村人を指揮して彼の率いる集団に反撃、これを打ち破って村を助ける。同時にそこで「フルーネットの鏡」について聞き、それが洞窟の奥の水たまりであることを知り、そこに赴く。彼が見たのは、単なる自分自身の姿だった。彼はそれで自分の求めたものを得たのであった。